# فروست أند سوليفان
فروست أند سوليفان هي شركة استشارة تهتم بالأبحاث التسويقية، الاستشارات الإدارية، وتنظيم المؤتمرات والفاعليات وورش العمل التدريبية . يقع مقرها الاساسي في ماونتن فيو ، كاليفورنيا ولها العديد من الفروع في أكثر من أربعين دولة.

## التاريخ
أسس كلا من دان سوليفان ولوري فروست شركة فروست أند سوليفان في عام 1961 في نيويورك. في بادئ الأمر ركزت الشركة على الأبحاث المرتبطة بالتكنولوجيا الحديثة، محطات الطاقة ومؤشرات الأنشطة التجارية . في عام 1972 بدأت نظام التدريب الخاص بها . وفي السبعينيات أيضا بدأت الشركة في مجالات الدعاية وتنظيم المؤتمرات والفعاليات .

في نفس الفترة نجحت الشركة في فتح أول مكتب لها خارج الولايات المتحدة بلندن.
في عام 1982 كانت شركة فروست أند سوليفان ملكية عامة ولها عوائد سنوية تصل الي 9.1 مليون دولار . بحلول عام 1987 إرتفعت أرباح الشركة لتصل الي 17.5 مليون دولار، بصافي ربح 290,000 . كان المحامي الأمريكي وناشط الحقوق المدنية ثيودور كروس يمتلك 53٪ من أسهم الشركة في منتصف الثمانينات . 

في يناير 1988 اتحدت الشركة مع شركة fas تحت إدارة كل من ثيودور كروس وشركة واربرج بينكوس لتصبح ملكية خاصة مرة أخرى. في عام 1993 انتقلت ملكية الشركة إلى دافيد فريجستاد .
توسعت الشركة لتصل إلى اسيا في تسعينات القرن الماضي وفتحت العديد من المكاتب في كل من الصين،اليابان،الهند وسنغافورة .
في عام 2001 فقدت الشركة مكتبها في نيويورك في حادثة انهيار برج التجارة العالمي في يوم 11 سبتمبر. كنتيجة لهذا الحادث أجبرت الشركة على التخلي عن 10٪ حوالي 700 عضو، قبل أن تتعافى بشكل كامل . في عام 2002 تخطت الشركة هذه الأزمة وعادت إلى جدول أعمالها.

## الخدمات
تصب خدمات شركة فورست اند سوليفان في ثلاث محاور:
- الأبحاث التسويقية شاملة التحليلات الصناعية والتكنولوجيا، وتحليل كل ما يطلبة العميل .
- الاستشارات الإدارية التي تهدف إلى مساعدة الشركات على تحقيق النمو، وتقديم خدماتها للمستثمرين الجدد .
- تنظيم المؤتمرات والفاعليات ورش العمل التدريبية .